# Олимос
Олимос (др.-греч. Ὄλμος) или Олимон (Ὄλμον) или Хилимос — город древней Карии. Он был полисом (городом-государством) и участником Первого Афинского морского союза.
Место его расположения находится недалеко от Кафаки в азиатской части Турции. На этом месте было найдено множество надписей эллинистического периода.